# Alex Sirvent
Alejandro Mariano Sirvent Bartón (Cidade do México, 18 de outubro de 1979), ou mais conhecido como Alex Sirvent, é um ator, cantor e compositor mexicano.
Ficou conhecido no Brasil por interpretar Erik na telenovela O Que a Vida me Roubou.

## Filmografia

### Telenovelas
- Educando a Nina (2018) .... Antonio Aguirre [2]
- Por amar sin ley (2018) .... Arturo Hernández / Edgar Cardozo [3]
- Me declaro culpable (2017)
- Las Amazonas (2016) - Fabrizio Allende
- La sombra del pasado (2014-2015) - Emanuel Zapata Garduño/Emanuel Mendoza Lozada
- Lo que la vida me robó (2013-2014) - Erik
- Quiero amarte (2013-2014) - Mauro Montesinos (jovem)/Marco Antonio Linares/Mauro Montesinos Martínez
- Amor bravío (2012) - Rafael Quintana
- Para volver a amar (2010-2011) - Alcídes
- Un gancho al corazón (2008-2009) - Rolando Klunder
- Madre luna (2007-2008) - Valentín Aguirre
- Yo amo a Juan Querendón (2007-2008) - Héctor
- Contra viento y marea (2005) - José María "Chema"
- Corazones al límite (2004) - Eduardo Arellano Gómez
- Amigas y rivales (2001)

### Cinema
- Santiago Apóstol (2017) - Teodoro[4]

### Teatro
- Las criadas (2015)
- Godspell (2014)
- Sicario (2009)
- Vaselina 2mil6 (2006) - Kiko

## Ligações Externas
- Alex Sirvent. no IMDb.